# ウィリアム・スクロープ (初代ウィルトシャー伯)

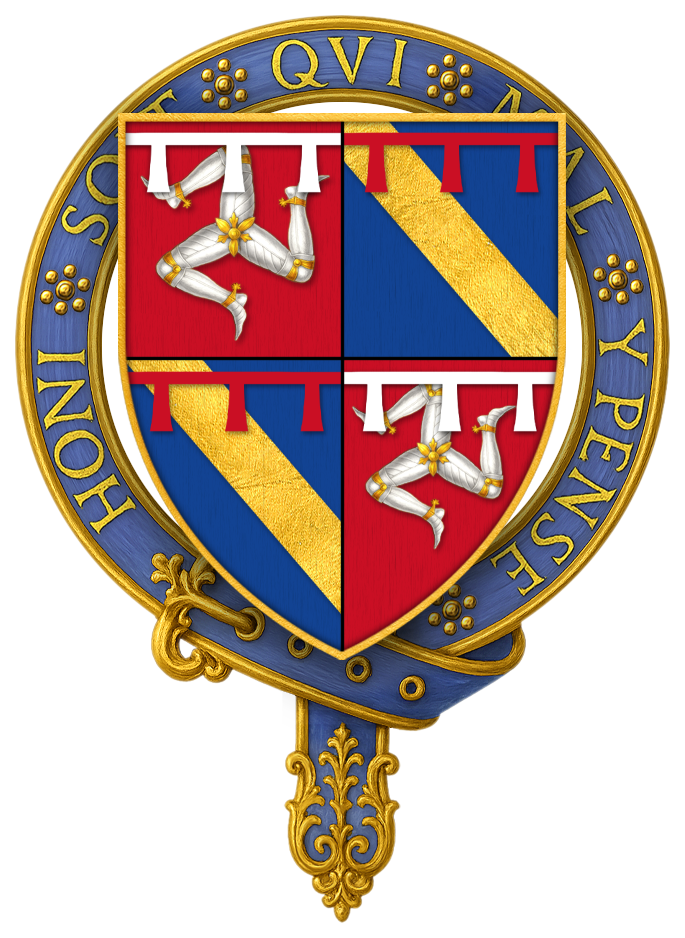
ウィリアム・ル・スクロープの紋章

初代ウィルトシャー伯およびマン島の王ウィリアム・ル・スクロープ（William le Scrope, Earl of Wiltshire, King of Mann, 1350年ごろ - 1399年7月29日）は、イングランド王リチャード2世の側近。初代ボルトンのスクロープ男爵リチャード・ル・スクロープの次男。独立したマン島王国の3代目にして最後の国王である。

## 生涯
ウィリアムはリトアニア、イタリア、フランスで軍人として活躍し、ジョン・オブ・ゴーントに仕えた。1383年、ジョン・オブ・ゴーントはウィリアムをアキテーヌの代官に任命した。1393年、リチャード2世の侍従に任命され、ウィルトシャーのモールバラ城と荘園を与えられた。同年、父はソールズベリー伯からマン島をウィリアムのために購入し、名目上の称号として「マン島の王（Dominus de Man）」を与えた。1394年、ガーター騎士とされた。
1397年、ウィルトシャー伯に叙せられ、1398年には大蔵卿となった。リチャード不在時には事実上の政府の長となった。ウィリアムは、マン島で一時期管理下にあった第12代ウォリック伯トマス・ド・ビーチャムとジョン・オブ・ゴーントの没収した領地から利益を得た。また、多くの戦略的な城の支配権も獲得した。1399年4月、リチャード2世の遺言で2,000マルクがウィリアムに遺贈された。
1396年、リチャード2世が6歳のイザベラ・オブ・ヴァロワと再婚する際に深く関与し、ウォリングフォード城の城主を務めていた。1399年にリチャード2世がアイルランドへ渡った際には、イザベラの後見人に任命された。
ウィリアムはサー・ジョン・バッシー、サー・ウィリアム・バゴット、サー・ヘンリー・グリーンと共に、リチャード2世の不在中に国を防衛するヨーク公エドマンド・オブ・ラングリーの補佐役を任されていた。このとき、追放されていたヘレフォード公ヘンリー・ボリングブルック（後のヘンリー4世）が侵攻の機会を捉えていた。1399年7月28日、ブリストル城がヘンリー4世に降伏した際、ウィリアムはバッシーとグリーンと共に捕らえられた。ウィリアムはバッシーとグリーンと共にブリストル城で裁判なしに処刑され、その首は白い籠に入れられてロンドンに運ばれ、ロンドン橋で晒された。ヘンリー4世が即位した後、議会は判決を承認し、ウィリアムの全ての領地と爵位は王室に没収されることを決定した。

## 結婚
1396年に、グロスターシャーのダイラムおよびドーセットのキングストン・ラッセルのサー・モーリス・ラッセル（1356年 - 1416年）の次女イザベル・ラッセル（1437年没）と結婚した。

## ウィルトシャー伯位
500年以上後、サイモン・トマス・スクロープは傍系の子孫による伯位の回復を主張した。サイモン・トマス・スクロープがウィルトシャー伯の男系子孫であることが証明されたものの、この主張は他の根拠によって却下された。
1869年、貴族院特権委員会は、1862年にウィルツ伯位請求案件 4 HL 126 と題する一連の審問を経て、ダンビー出身のサイモン・トマス・スクロープによる、上記のウィリアム・ル・スクロープに与えられたウィルツ（ウィルトシャー）伯位の請求を却下した。サイモン・トマス・スクロープがウィルツ伯の男性長男相続人であることが証明されたが、特権委員会は法的にイングランド貴族位は元の被相続人の直系でない人物に継承することはできないと判断した。また、ヘンリー4世が即位する前に下した判決の手続き上の不備を理由とする主張も却下した。委員会は、「Devon Peerage Claim (1831) 5 English Reports 293」における以前の決定に従うことを拒否した。この決定では、「男性相続人」への継承が傍系男系子孫に対しても認められていた。